# Мартынюк, Сергей Станиславович
Сергей Станиславович Мартынюк (род. 30 января 1971, Рыбинск, Ярославская область) — советский и российский хоккеист.

## Карьера
Воспитанник ярославского хоккея. В сезоне 1987/88 дебютировал в составе «Торпедо» и провёл в высшей лиге чемпионата СССР 125 игр. С распадом СССР начал выступать в российском чемпионате. В сезоне 1992/93 провёл 27 игр, но ближе к концу сезона выехал за границу.
Провёл 12 игр в швейцарском клубе «Амбри-Пиотта».
В сезоне 1994/95 провёл 3 игры в финском клубе «КалПа».
Вернувшись в российский чемпионат, провёл по сезону в «Ладе» и «Кристалле». Конец сезона 1997/98 провёл в ХК «Липецк».
После сезона 1997/98 завершил игровую карьеру.
Чемпион Европы среди юниоров 1989 года. Двукратный (1990, 1991) вице-чемпион мира среди молодёжи.